# Conceptualisme moscovite
 (février 2024).
Si vous disposez d'ouvrages ou d'articles de référence ou si vous connaissez des sites web de qualité traitant du thème abordé ici, merci de compléter l'article en donnant les références utiles à sa vérifiabilité et en les liant à la section « Notes et références ».
Le conceptualisme moscovite, ou conceptualisme russe, est un mouvement qui a commencé avec le Sots Art de Komar et Melamid au début des années 1970, puis s'est poursuivi comme tendance de l'art russe dans les années 1980. Ce mouvement a tenté de subvertir l'idéologie socialiste en utilisant les stratégies de l'art conceptuel et de l'appropriation.